# ماك هورتون
ماكنزي «ماك» هورتون (بالإنجليزية: Mackenzie "Mack" Horton) هو سبّاح حر أسترالي من مواليد 25 أبريل 1996. فاز ماك بميدالية ذهبية في الألعاب الأولمبية 2016 بعدما أنهى في المركز الأول في سباق 400 متر.

## وصلات خارجية
- ماك هورتون على موقع الاتحاد الدولي للسباحة (الإنجليزية)
- ماك هورتون على موقع SwimRankings.net (الإنجليزية)
- ماك هورتون على موقع اللجنة الأولمبية الدولية (الإنجليزية)
- ماك هورتون على موقع أوليمبيديا (الإنجليزية)
- ماك هورتون على موقع اللجنة الأولمبية الأسترالية (الإنجليزية)
- ماك هورتون على موقع اتحاد ألعاب الكومنولث (مؤرشف) (الإنجليزية)

- ماك هورتون على تويتر.
- الملف الشخصي على موقع الاتحاد الأسترالي للسباحة